# Palazzo Reale (Messina)
Il Palazzo Reale è stato un palazzo della città di Messina nel Piano di Terranova. Le strutture della grandiosa residenza costituivano l'estremità meridionale della Palazzata o Cortina o Teatro Marittimo.

## Profilo e storia dell'architettura

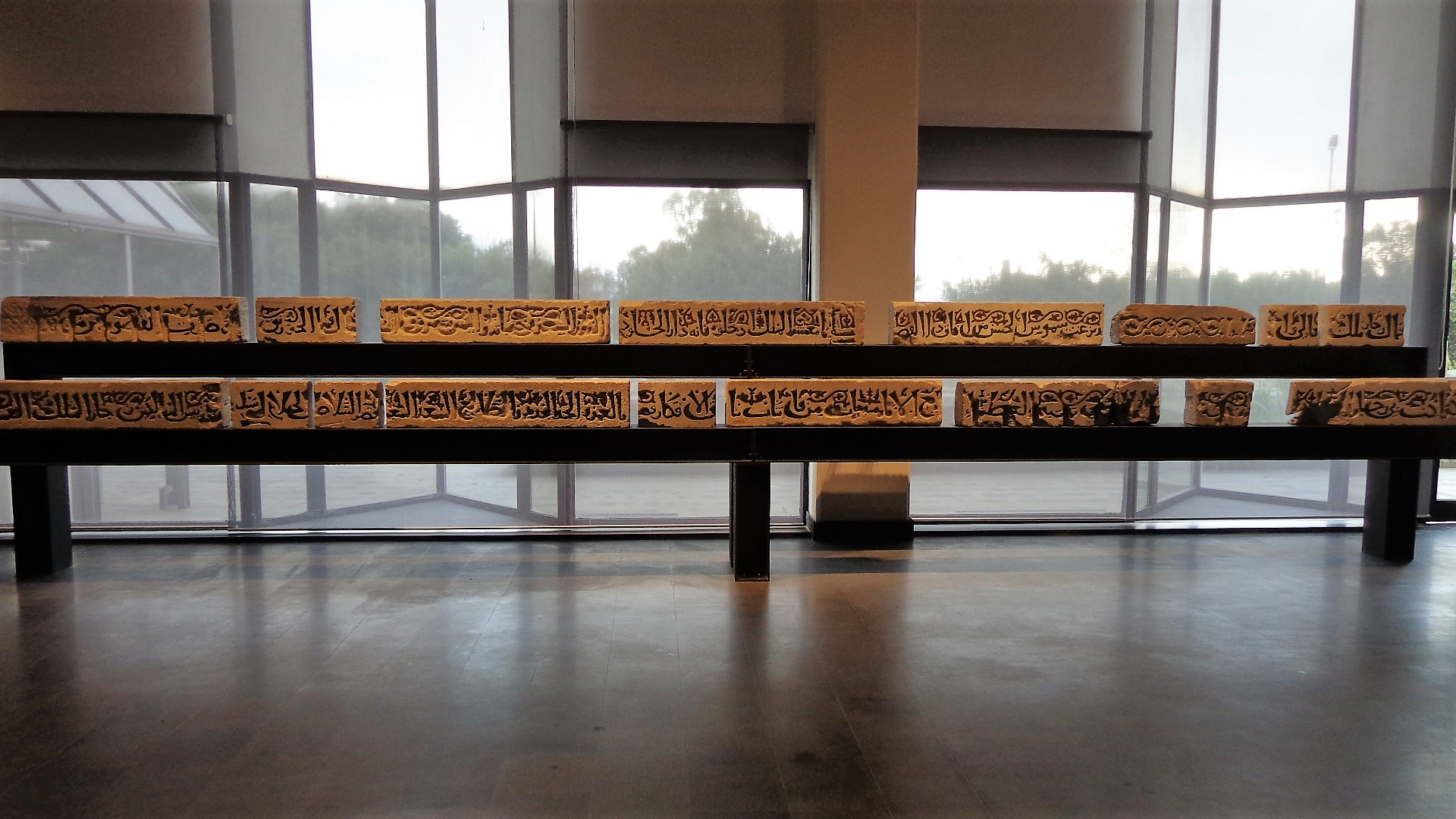
Iscrizioni arabe, Museo regionale di Messina.

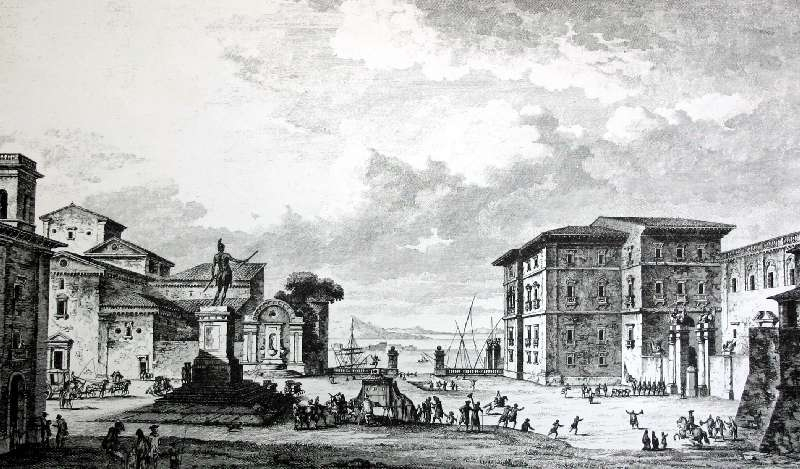
L'ala occidentale della Reggia e la primitiva collocazione della statua dedicata a Don Giovanni d'Austria.

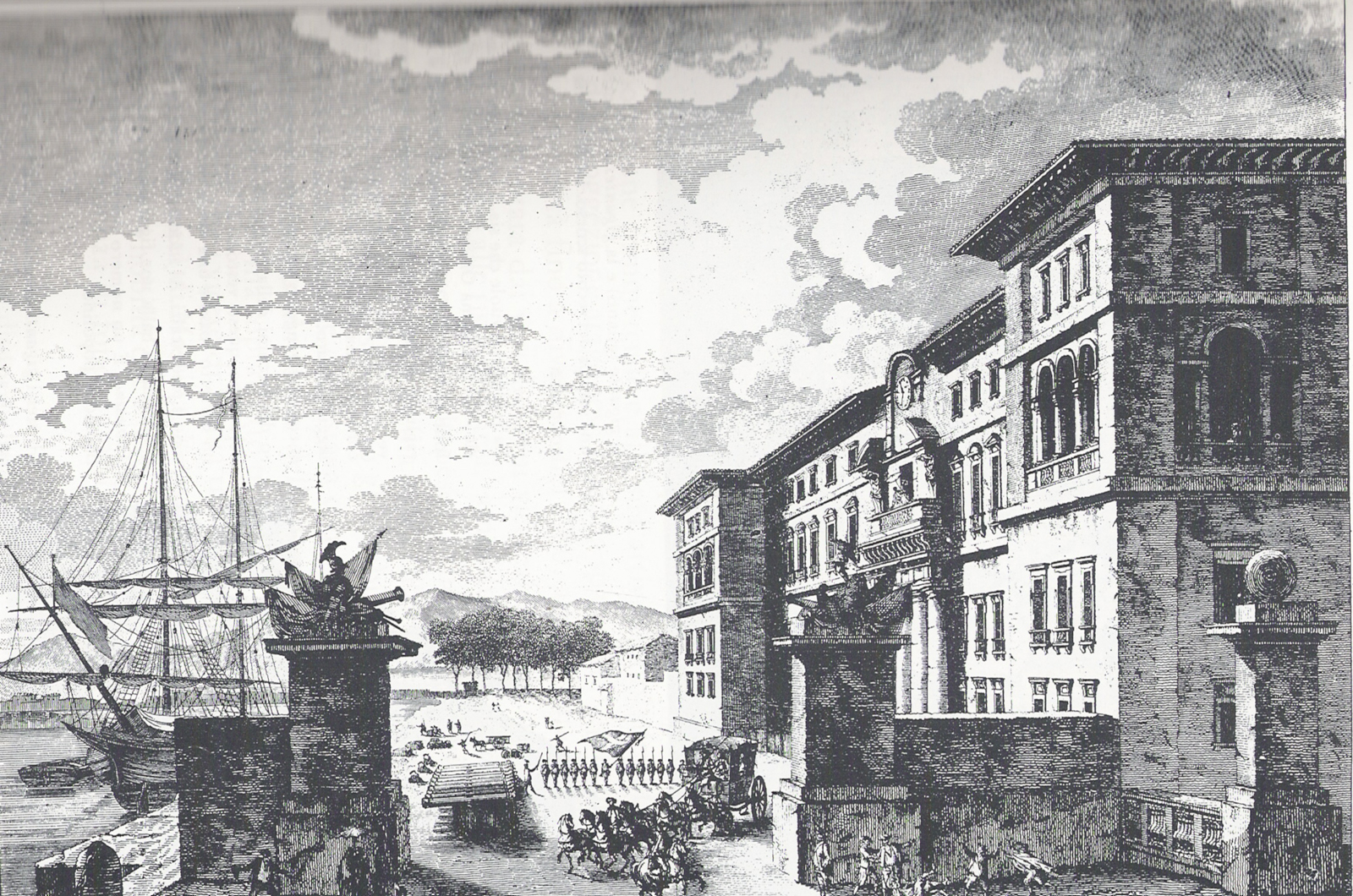
Palazzo Reale, il prospetto settentrionale.

### Reggia medievale
Fortezza la cui costruzione era attribuita al mitico Orione.

#### Dall'XI al XIII secolo
I 17 reperti lapidei custoditi nel Museo regionale di Messina restano l'unica testimonianza materiale di una delle più monumentali regge siciliane e forse tra le più grandiose d'Italia. Resti sopravvissuti ad innumerevoli eventi sismici, vetustà strutturali, alternanza di stili architettonici, rivolte popolari, svariati e frammentati riutilizzi. Documentati come fregio ornamentale di uno dei prospetti del palazzo sono le iscrizioni poste in opera nei primi decenni del XII secolo. Dal testo si evince che il sito ospitò anteriormente un palazzo di Sultani, con riferimento ad una preesistente o riedificazione di reggia, già dimora di emiri e governatori dell'Emirato di Sicilia.
Ricostruito dal Gran Conte Ruggero dopo la distruzione della fortificazione con torri operata in epoca araba.
Nel 1096 l'edificio ospita i Cavalieri Templari che gestivano un ospedale adiacente per il pellegrini in transito per la Terrasanta.
Solo dopo la morte del Gran Conte, la regina madre, reggente Adelasia del Vasto, e l'erede al trono Ruggero II si trasferirono da Messina a Palermo, insediandosi inizialmente nella residenza di Palazzo della Favara, prima di trasferirsi nelle strutture del Palatium novum nel Castrum superius o Castelnuovo, odierno Palazzo Reale. Dalla reggia nel porto falcato i sovrani siciliani amministravano il loro Reame nella seconda capitale dello Stato durante i frequenti soggiorni peloritani.
Il commentatore Ibn Jubayr al servizio di Re Guglielmo II di Sicilia nel 1184 fornisce una descrizione sommaria del palazzo e del suo utilizzo.
Nel 1190 il cronista Ruggero di Hoveden al seguito di Riccardo Cuor di Leone, documenta il soggiorno nella reggia di Filippo di Francia, durante il viaggio effettuato dal sovrano per recarsi in Terra santa onde combattere la terza crociata.

#### Tredicesimo Secolo
I segmenti in marmo bianco orientale con iscrizioni intarsiate in serpentino, erano fino al terremoto del 1908, in parte incastonati nelle absidi della basilica cattedrale metropolitana della Madonna della Lettera, in parte modulati nel prospetto della chiesa della Santissima Annunziata dei Catalani a «Castellammare», probabilmente rimossi per guasti successivi o in seguito ad un non meglio accertato accadimento, e infine riutilizzati, come prassi, altrove.
Al regno di Federico II di Sicilia si fa risalire una lunga epigrafe marmorea la ricomposizione dei blocchi e la corretta traduzione del testo ci permette di stabilire che il palazzo accolse il Re Ruggero II di Sicilia, facendo altresì luce sulle origini della reggia. Alla stessa stregua delle regge palermitane, il palazzo era il fulcro della sapienza del Regno di Sicilia, alla corte peloritana di Re Federico II, lo Stupor Mundi, gravitavano artisti come Pier della Vigna, Cielo d'Alcamo, Guido delle Colonne.
Per le parti rinvenute nel duomo, è noto che una distruzione del sacro tempio avvenne nel 1254, provocata da un furioso incendio durante i funerali di Re Corrado I di Sicilia e che re Manfredi s'impegnò a ripristinare l'edificio nel 1260.
Assalti e tumulti sono documentati durante le rivolte dei Vespri siciliani contro gli Angioini, nell'estate del 1282.

#### Secolo Quattordicesimo
- 1309, Ampliamento condotto da Federico III di Sicilia.[2][3]

Costruzione contraddistinta da quattro torri cantonali e due intermedie inserite nei prospetti settentrionale e meridionale, impianto rettangolare con maggior sviluppo sull'asse est - ovest.

#### Secolo Sedicesimo
- 1571, Nella porzione di piazza rivolta ad occidente è innalzata la statua a Giovanni d'Austria, monumento atto a celebrare i trionfi della Battaglia di Lepanto.[8]

Interventi di Andrea Calamech
L'opera di Andrea Calamech del 1589 presentava i quattro canti delimitati da quattro torri cantonali raccordate da quattro logge e quattro saloni grandi col giusto ripartimento di diversi appartamenti oltre le molte stanze di sopra e nel mezzo od a basso, ripartite ad usi diversi per i negozi i tutti i tribunali, per gli alloggiamenti dei cortigiani del viceré. Vedesi finita la prospettiva verso il porto, riguardevole per la vaghezza e la ricchezza degli intagli delle logge, balconi e porte, tra le quali, singolare è la porta di mezzo di marmi neri e bianchi e del finestrone marmoreo di somma vaghezza.
Targhe che documentavano gli interventi e i patrocinatori:
- 1582, Filippo I di Sicilia e Papa Pio V.[11]
- 1585, Filippo I di Sicilia.[10]
- 1585, Carlo d'Aragona Tagliavia, principe di Castelvetrano e duca di Terranova, viceré di Sicilia e Presidente del Regno, e Giovanni Alfonso Bisdal, conte di Briatico e Presidente del Regno.[11]
- 1593, Enrico Guzmán, conte di Olivares, viceré di Sicilia.[10]

Ulteriori rinnovamenti e ampliamenti sono effettuati dai viceré di Sicilia: García Álvarez de Toledo y Osorio seguito da Fernando Francesco d'Avalos, marchese di Pescara, da Carlo d'Aragona Tagliavia, principe di Castelvetrano e duca di Terranova, da Alvaro Perez de Loscado, marchese di Briatico, Strategoto e Governatore di Messina, Emanuele Filiberto di Savoia.
Primitiva chiesa e Cappella della Madonna della Grazia ove si venera l'immagine della Madonna della Grazia. La cappelletta è mantenuta per uso esclusivo dei carcerati, demolita la chiesa è eretto l'Oratorio di San Pietro Apostolo. Nella piazzetta occidentale, dalla quale si diparte la via Austria verso la cattedrale e il Palazzo Senatorio in direzione ovest, è documentata l'ubicazione della statua di Don Giovanni D'Austria.

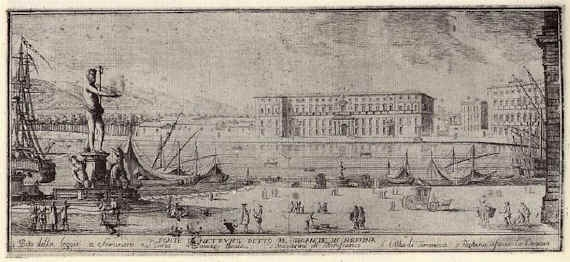
Palazzo Reale e la primitiva dislocazione della Fontana del Nettuno nel Porto di Messina.

#### Secolo Diciottesimo
Progetto di Filippo Juvarra
- 1714, Interventi dell'architetto reale di Casa Savoia Filippo Juvarra commissionati da Vittorio Amedeo I di Sicilia.

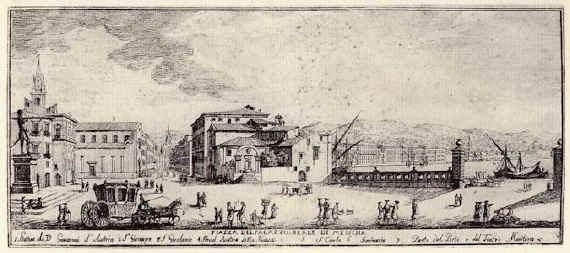
Veduta del piano occidentale della Reggia con la primitiva collocazione della statua dedicata a Don Giovanni d'Austria, panorama sul Porto di Messina e Palazzata di Simone Gullì.

- 1751, primavera, ispezione effettuata dal viceré di Sicilia Eustachio di Laviefuille, duca, e da Giuseppe Beccadelli di Bologna, marchese della Sambuca, al Salone per le adunanze del Parlamento del Regno.[1]

L'intera costruzione fu danneggiata dal terremoto della Calabria meridionale del 1783 e successivamente riadattato.
Nel 1806 re Ferdinando III di Sicilia destinò il Palazzo del Gran Priorato Gerosolimitano dell'Ordine di Malta, a sede del Palazzo Reale, la chiesa di San Giovanni di Malta svolse la funzione di Cappella Palatina.
- 1848, I moti della rivolta antiborbonica, nel contesto della rivoluzione siciliana, danneggiano ulteriormente la reggia e i presidi militari adiacenti.
- 1849c., Gran parte delle strutture sono adibite a magazzini per il Porto Franco[9] e parziale demolizione.

#### Epoca contemporanea
Le parti superstiti furono completamente distrutte durante il terremoto di Messina del 1908, tutti i manufatti demoliti per la costruzione del Palazzo della Dogana del 1914.

## Cappella Palatina di San Giovanni Evangelista

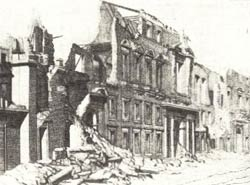
Palazzo Reale

La reggia includeva la rinascimentale Cappella Palatina dedicata a San Giovanni Evangelista. Nell'ambiente è documentato il dipinto raffigurante San Giovanni Evangelista, opera di Antonio Bova del XVII secolo.
- Santa Lucia, dipinto su tavola, opera documentata di Girolamo Alibrandi.[12][13]

## Piano del Palazzo Reale o Piano di Terranova

### Chiesa della Madonna della Consolazione
Sul Piano del Palazzo Reale sorgeva la chiesa sotto il titolo della «Madonna della Consolazione». La sacra immagine della Madonna della Consolazione era stata importata direttamente dal monastero di Santa Caterina sul monte Sinai.

### Monastero di Santa Chiara
Chiesa di Santa Chiara: primitiva «Cappella Palatina». Luogo di culto direttamente collegato al Palazzo Reale attraverso una via coperta. Istituzione dell'Ordine francescano, annoverava tra le religiose molte componenti e abadesse appartenenti alla famiglia Aragona.

### Chiesa di Santa Maria della Candelora
Tempio noto come chiesa dell'Agonia, già dei Santi Quaranta Soldati Martiri, in origine chiesa di Santa Maria di Goffredo.
- 1484, un breve apostolico di Papa Innocenzo VIII attribuisce il titolo a Goffredo d'Altavilla, fratello del Gran Conte Ruggero, capitano dell'esercito contro i saraceni.[16]

### Ospedale di Santa Maria della Candelora
- 1542, La struttura fu aggregata all'Ospedale di Santa Maria della Pietà.[17]